# Kato Tatsuya
Kato Tatsuya (加藤 達也 Katō Tatsuya, sinh 28 tháng 7 năm 1980) là nhà soạn nhạc và biên khúc cho anime người Nhật. Ông được biết đến với nhiều tác phẩm nhạc phim cho anime, bao gồm Mirai Nikki, Shokugeki no Sōma, Fate/kaleid liner Prisma Illya, Love Live! Sunshine!! and Free!.

## Tác phẩm

### Cho anime
| Tựa                                            | Năm  | Vai trò                                                               |
| ---------------------------------------------- | ---- | --------------------------------------------------------------------- |
| Spider Riders                                  | 2006 | Soạn nhạc (cùng Fumitaka Anzai, Nobuhiko Nakayama và Tomomasa Yoneda) |
| Kämpfer                                        | 2009 | Soạn nhạc                                                             |
| Miracle Train: Welcome to the Oedo Line        | 2009 | Soạn nhạc                                                             |
| Needless                                       | 2009 | Soạn nhạc                                                             |
| Phantom Requiem for the Phantom                | 2009 | Soạn nhạc: Superstar (soạn nhạc chính: Hikaru Nanase)                 |
| Seikon no Qwaser                               | 2010 | Soạn nhạc                                                             |
| Ichiban Ushiro no Daimaou                      | 2010 | Soạn nhạc                                                             |
| Goulart Knights                                | 2010 | Soạn nhạc                                                             |
| Hyakka Ryōran Samurai Girls                    | 2010 | Soạn nhạc                                                             |
| +Tic Elder Sister                              | 2011 | Soạn nhạc                                                             |
| Horizon in the Middle of Nowhere               | 2011 | Soạn nhạc                                                             |
| Kämpfer: Für die Liebe                         | 2011 | Soạn nhạc                                                             |
| T.P. Sakura: Time Paladin Sakura               | 2011 | Soạn nhạc                                                             |
| Future Diary                                   | 2011 | Soạn nhạc                                                             |
| Seikon no Qwaser II                            | 2011 | Soạn nhạc                                                             |
| Medaka Box                                     | 2012 | Soạn nhạc                                                             |
| Campione!                                      | 2012 | Soạn nhạc                                                             |
| Horizon in the Middle of Nowhere II            | 2012 | Soạn nhạc                                                             |
| Medaka Box Abnormal                            | 2012 | Soạn nhạc                                                             |
| Hyakka Ryōran Samurai Bride                    | 2013 | Soạn nhạc                                                             |
| Fate/kaleid liner Prisma Illya                 | 2013 | Soạn nhạc                                                             |
| Free! - Iwatobi Swim Club                      | 2013 | Soạn nhạc                                                             |
| Day Break Illusion                             | 2013 | Soạn nhạc                                                             |
| Gingitsune                                     | 2013 | Soạn nhạc                                                             |
| Buddy Complex                                  | 2014 | Soạn nhạc                                                             |
| World Conquest Zvezda Plot                     | 2014 | Soạn nhạc                                                             |
| Fate/kaleid liner Prisma Illya 2wei!           | 2014 | Soạn nhạc                                                             |
| Free! - Eternal Summer                         | 2014 | Soạn nhạc                                                             |
| Celestial Method                               | 2014 | Soạn nhạc                                                             |
| Yatterman Night                                | 2015 | Soạn nhạc                                                             |
| Food Wars: Shokugeki no Soma                   | 2015 | Soạn nhạc                                                             |
| The Disappearance of Nagato Yuki-chan          | 2015 | Soạn nhạc                                                             |
| Comet Lucifer                                  | 2015 | Soạn nhạc                                                             |
| Luck & Logic                                   | 2016 | Soạn nhạc                                                             |
| Food Wars! Shokugeki no Soma: The Second Plate | 2016 | Soạn nhạc                                                             |